# Narragodes psychidia
Narragodes psychidia är en fjärilsart som beskrevs av W. Warren 1901. Narragodes psychidia ingår i släktet Narragodes och familjen mätare. Inga underarter finns listade i Catalogue of Life.